# تاتیر-اوزیاک
تاتیر-اوزیاک (انگلیسی: Tatyr-Uzyak) یک شهرک در شهرستان خایبولینسکی استان باشقیرستان کشور روسیه است.